# Costante Bernardini
Costante Bernardini (Rocca Santa Maria, 25 giugno 1924 – Teramo, 14 dicembre 2001) è stato un calciatore e cestista italiano.

## Biografia
Trasferitosi a Teramo all'età di 8 anni, inizia a praticare l'atletica leggera dai 14 anni, rivelando ben presto, grazie alle doti fisiche non comuni, un'attitudine naturale per varie discipline (in particolare nel salto in alto e nel salto in lungo), che gli consentono di cimentarsi con risultati ragguardevoli anche nel calcio e nella pallacanestro, le sue più grandi passioni. Nel 1949 ricevette la proposta dalla squadra di calcio del Como per approdare in serie A, ma rifiutò un ingaggio milionario per rimanere nella sua città dove giocava da terzino e centromediano. (cercarono inutilmente di ingaggiarlo anche altre squadre di serie A e di serie B).
Oltre a giocare nella locale squadra di calcio disputa il campionato di serie A con la squadra di pallacanestro della D'Alessandro Teramo, rimanendovi per quattro anni, e realizzando il primato di punti realizzati in una sola partita che rimane imbattuto per moltissimi anni e viene superato solo dal fortissimo americano Bob Morse a metà degli anni settanta. Anche in questa disciplina ricevette la proposta di ingaggio da parte dei dirigenti della Simmenthal Milano, che lo notò durante un torneo disputato a Roseto degli Abruzzi; anche in questo caso Bernardini rifiutò la proposta della squadra delle mitiche "scarpette rosse".
A testimonianza delle eccezionali doti fisiche e di versatilità, il giorno in cui egli stabilisce il record di segnature contro la squadra della Partenope Napoli (1953) presso la Casa dello Sport di Teramo, Bernardini disputa nella mattinata a Pescara alcune gare di atletica, vincendo in successione le competizioni di salto in alto, di salto in lungo e di salto triplo e nel pomeriggio disputa anche la partita di calcio contro l'Ascoli.
Fu anche primatista regionale del salto in alto. Nella vita professionale, dopo aver conseguito il diploma all'ISEF insegnò educazione fisica in varie scuola del teramano. Al termine dell'attività agonistica fu anche allenatore di calcio. Nel 1999/200 la città gli ha assegnato "Il Paliotto d'oro", premio per i teramani illustri.